# Geoff Strong
Geoff Strong  (Kirkheaton, Northumberland, 1937. szeptember 19. – Southport, Merseyside, 2013. június 17.) angol labdarúgó, csatár, majd balhátvéd.

## Pályafutása

### Arsenal
Az amatőr Stanley United csapatától szerződött az Arsenalhoz amatőr játékosnak 1957 novemberében. Következő év áprilisában már profi szerződést kapott. Többnyire az ifjúsági csapatban szerepelt vagy cserejátékosként nevezték és a kispadon ült. 1960 áprilisában sorkatonai szolgálatra vonult be és így tovább késett a bemutatkozása az első csapatban. Végül 1960. szeptember 17-én, két nappal 23. születésnapja előtt mutatkozott be a Newcastle United ellen, ahol csapata 5–0-s győzelmet aratott.
Ebben az idényben 19 bajnoki mérkőzésen szerepelt és 10 gólt szerzett. A következő szezonban 20 bajnoki találkozón lépett a pályára és az 1962–63-as idényre állandó kezdőjátékossá vált, mint belső- vagy középcsatár. A támadósorban Joe Bakerrel szerepelt együtt. A klub állandó házi gólkirálya lett, legjobb teljesítményét az 1963–64-es szezonban nyújtotta 31 találattal. Ebben az idényben Bakerrel együtt 62 gólt szereztek. Annak ellenére, hogy Strong és Baker jól teljesített nem volt az Arsenal sikeres ebben az időszakban, emiatt Strong jelezte a klub felé, hogy szeretne egy sikeresebb egyesülethez igazolni. 1964 novemberében az Arsenal eladta őt a Liverpoolnak 40 000 fontért. Strong összesen 137 mérkőzésen szerepelt és 77 gólt szerzett az Arsenal színeiben.

### Liverpool
Strong azonnal 1964. november 7-én bemutatkozott a Liverpoolban a Fulham ellen, ahol 1–1-es döntetlen született a Craven Cottage-i pályán. Az első góljára december 5-i kellett várni, mikor a Burnley ellen fölényes 5–1-es győzelmet aratott a Liverpool a Turf Moor-on.
Az 1964–65-ös idényben a Liverpool 73 éves történetében először elhódította az angol kupát. A döntőben hosszabbításban győzedelmeskedett a Leeds United elleni 2–1-re. Ebben a kupa kiírásban Strong először lépett pályára a Liverpool színeiben, a sérült Gordon Milne-t helyettesítette. A csapat öröme nem tartott sokáig, mert nem sokkal ezután a BEK-elődöntőben összesítésben 4–3-ra alul maradtak az Internazionale ellen és nem jutottak a döntőbe.
Strong szinte az összes mezőnyjátékos poszton megfordult a liverpooli hat idénye alatt, de alapvetően balhátvédként szerepelt a legtöbbször miután Gerry Byrne visszavonult a játéktól. Tagja volt az 1965–66-os idényben bajnokságot nyert csapatnak, amely 6 ponttal előzte meg a második Leeds United csapatát. Strong-nak nagy rész volt benne, hogy ebben az idényben a Liverpoolnak sikerült először európai kupadöntőbe jutnia. Bár a KEK-elődöntő visszavágóján a Celtic ellen megsérült így a döntőt kénytelen volt kihagyni, amelyen csapata hosszabbításban 2-1-re kikapott a Borussia Dortmundtól a Hampden Parkban.
Az 1966-os  bajnoki cím megszerzése után a következő szezonokban a Liverpool nem nyert újabb trófeát. Az 1969–70-es kupaidényben a hatodik fordulóban a másodosztályú Watford elleni 1–0-s vereséggel az együttes kiesett az angol kupából. Ezt követően Bill Shankly elhatározta, hogy fiatalításba kezd a csapatnál és így az idősebb játékosok, mint Strong is kikerültek a kezdőcsapatból. Miután 200 mérkőzésen 33 gólt szerzett liverpooli színekben Strong elhagyta a csapatot és 1970. augusztus 10-én a Coventry Cityhez szerződött.

### Coventry City
Mindössze egy idényt játszott a Coventry City csapatában. Tapasztalata hasznos volt Noel Cantwell fiatal csapata számára. Kiváló összhangban játszott a fiatal Jeff Blockleyval és ennek is köszönhető, hogy a csapat az idény során csak 38 gólt kapott. Hivatalosan 1972-ben vonult vissza az aktív labdarúgástól.

## Sikerei, díjai
Liverpool FC
- Angol bajnokság
  - bajnok: 1965–66
  - 2.: 1968–69
- Angol kupa (FA Cup)
  - győztes: 1965
- Angol szuperkupa (Charity Shield)
  - győztes: 1965, 1966
- Bajnokcsapatok Európa-kupája (BEK)
  - elődöntős: 1964–65
- Kupagyőztesek Európa-kupája (KEK)
  - elődöntős: 1965–66